# US Air Force Security Forces

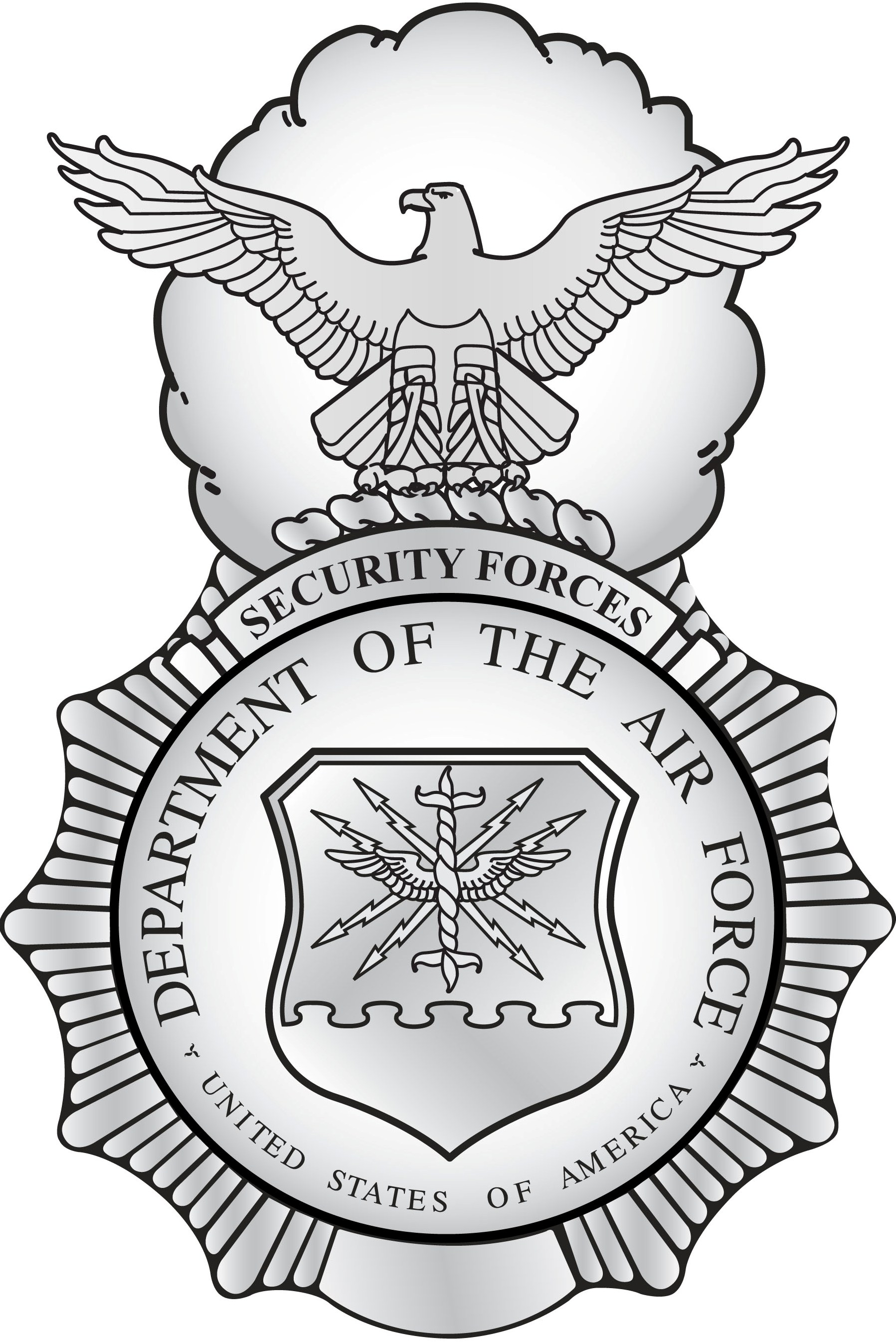
Emblème des Air Force Security Forces.

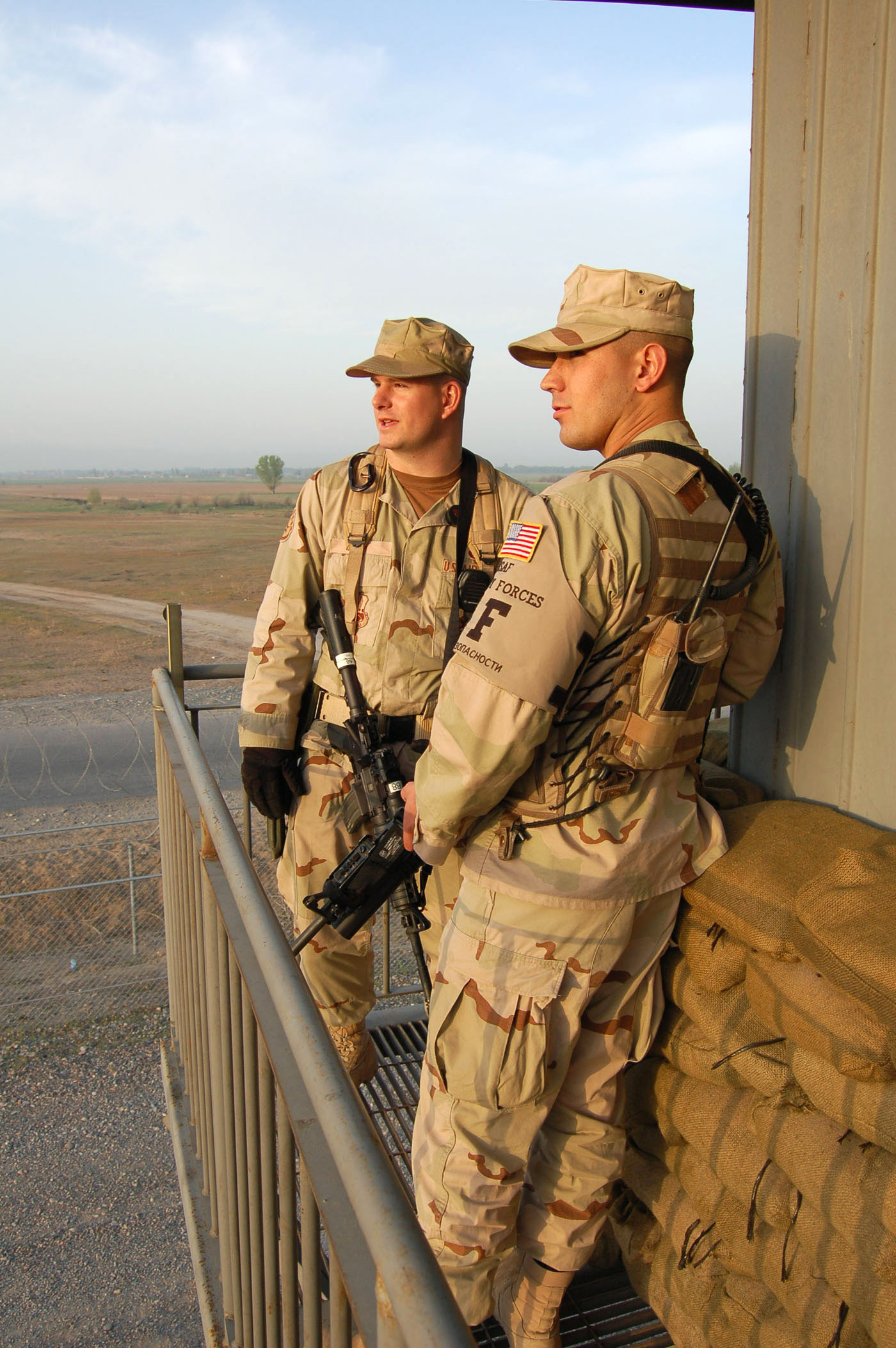
Membres des forces de sécurité de la force aérienne assurant la protection des installations de la Base aérienne de Manas (Kirghizistan).

Les Forces de sécurité de la force aérienne (Air Force Security Forces ou AFSC) sont une unité de police militaire de l'armée de l'Air des États-Unis.
Elles ont cette appellation depuis 1997, auparavant, cette unité était appelée police de l'air (Air police) puis police de sécurité (Security police).
Ses membres suivent une formation spéciale de 13 semaines sur la base aérienne de Lackland au sein du 343rd Training squadron (escadron de formation), connu aussi comme "l'école des forces de sécurité".

## Missions

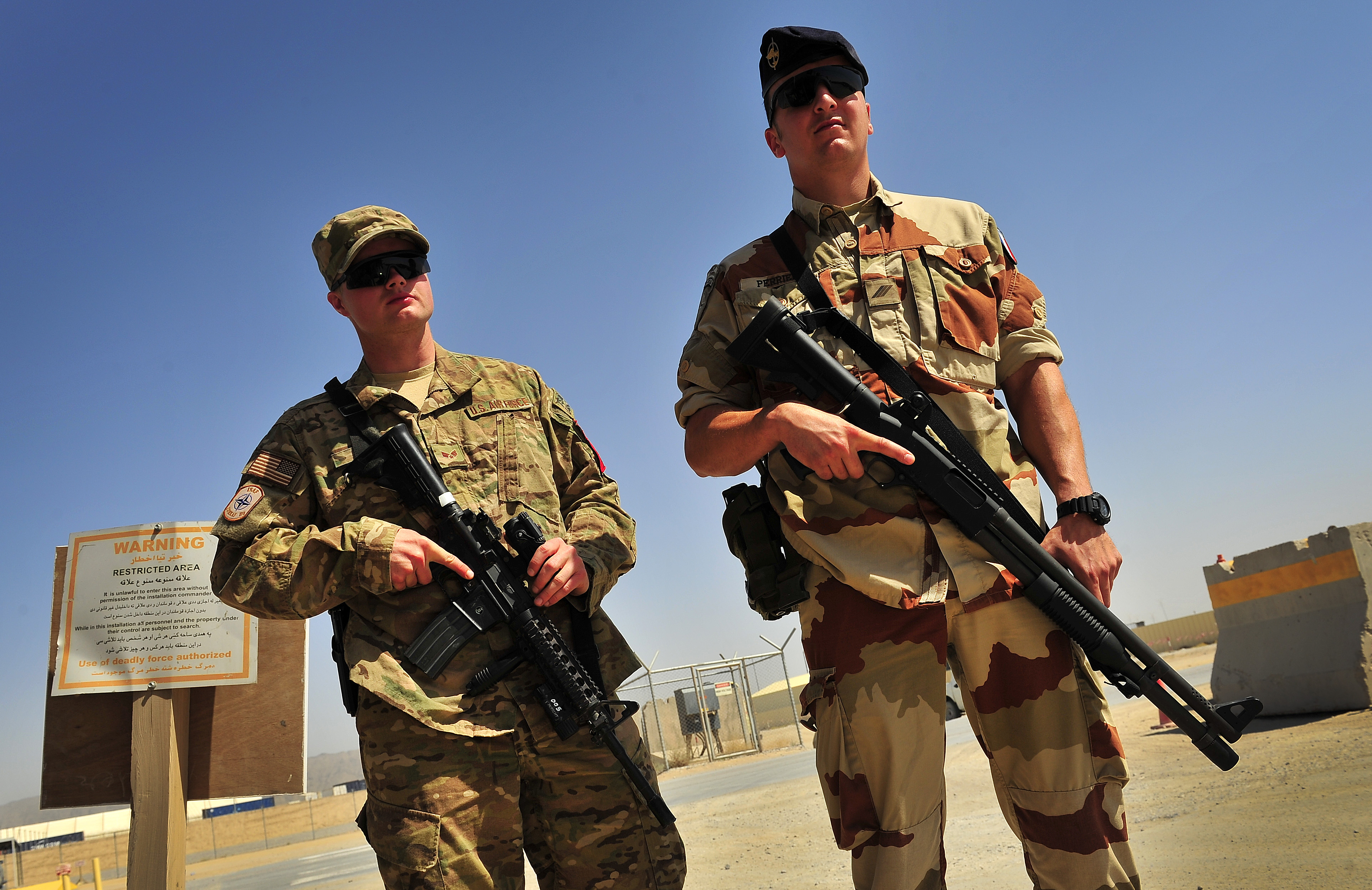
Un fusilier commando de l'air français de la brigade aérienne des forces de sécurité et d'intervention et un membre des US Air Force Security Forces sur l’aéroport de Kandahar le 20 juin 2012.

Les membres des forces de sécurité de l'Armée de l'air (FSAA) assurent la protection de tout le personnel de l'Armée de l'air, des installations, ainsi que des matériels sensibles comme les chasseurs, bombardiers, bombes nucléaires, missiles, etc.
Ils sont entrainés à toutes les formes de combat terrestre, incluant la topographie, le service des armes collectives, la manipulation des grenades, armes anti-chars, etc.
Les FSAA sont aussi responsables du maintien de l'ordre et de l'application des règlements par les militaires sous leur juridiction (contrôle d'accès, contrôle du trafic routier sur les bases aériennes, sécurisation des scènes de crime, etc.
Nombre de ces missions sont déléguées à des entreprises civiles spécialisées, notamment en ce qui concerne le contrôle d'accès à l'entrée des bases aériennes, voire à des agences d'état, notamment pour l'application des lois ainsi que les enquêtes.
Les forces de sécurité de l'Armée de l'air sont de plus en plus souvent déployées à l'extérieur du territoire national, en soutien des opérations de l'armée de Terre pour des missions de police, comme ce fut le cas à la prison d'Abu Ghraib.
Les membres des FSAA ont aussi été déployés comme équipage des véhicules de l'Air Force, afin d'assurer la sécurité de certains convois et la protection de certains axes de déplacement au profit de l'armée de Terre au cours de la Guerre en Irak.
Les membres des FSAA sont reconnaissable sur les bases aériennes au port de leur béret bleu nuit. En effet les forces de sécurité sont l'une des six spécialités de l'Armée de l'air donnant le droit au port du béret à l'issue de la formation.

## Avancement et spécialisations

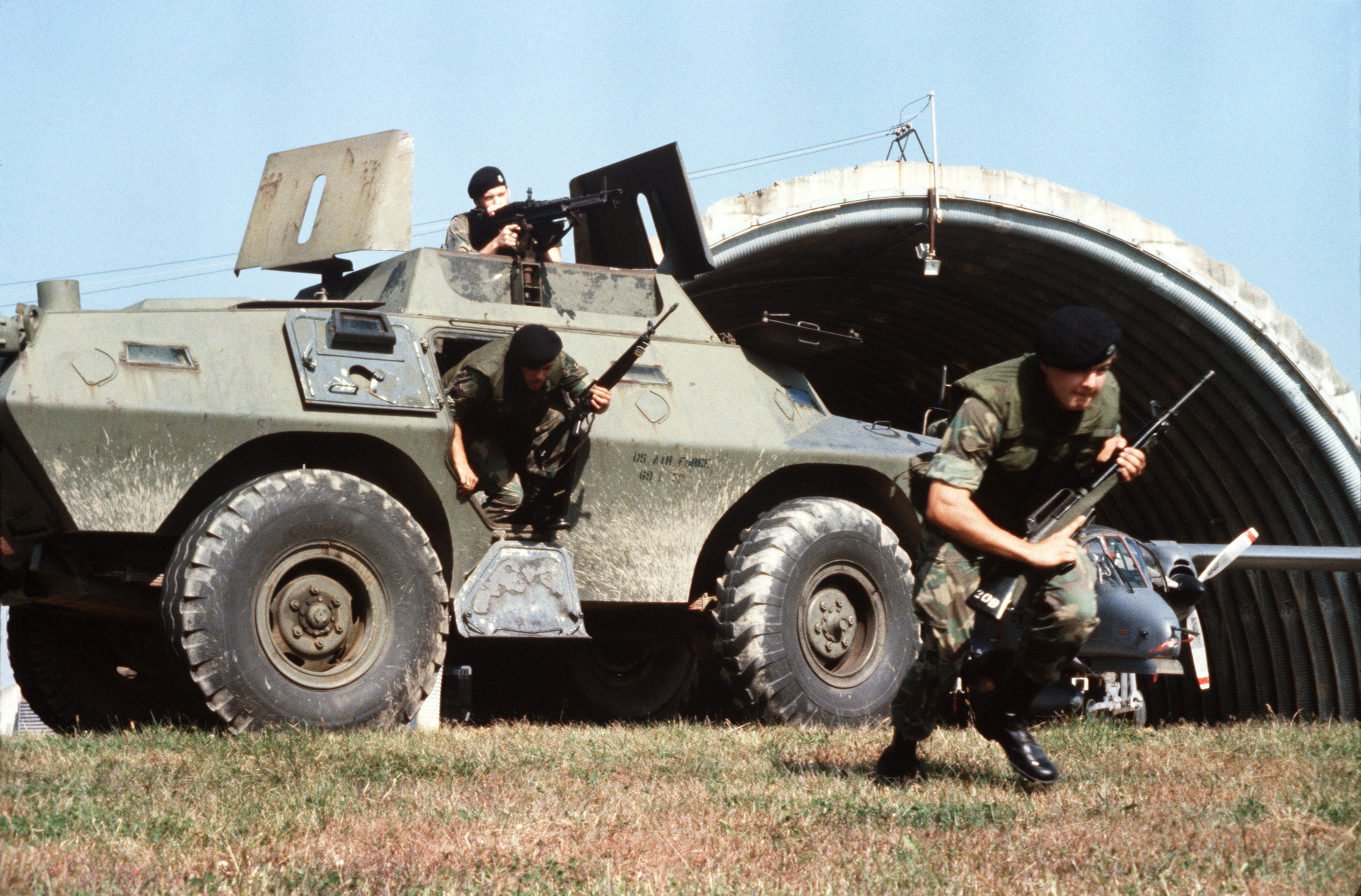
Une équipe du 51st Security Forces Squadron débarquant d'un Cadillac Gage Commando en 1980 sur la base aérienne d'Osan en Corée du Sud.

Les membres de ces unités peuvent, au cours de leur carrière, changer d'unité pour rejoindre, notamment, les Phoenix Raven, unité chargée de sécuriser les pistes aéroportuaires dans les zones de combat ou très dangereuses.
Les forces de sécurité disposent aussi de petites équipes de protection très spécialisées chargées de missions de contre-sniping. Ces personnels suivent une formation exigeante (le close precision engagement course ou CPEC) au sein du centre de formation de l'US Army de Camp Robinson.
Les membres des FSAA peuvent aussi suivre des cursus de formation techniques pour valoriser leur carrière tels que transmissions, systèmes de détection automatiques, agent de maintenance pour armes de petit calibre, maître-chien, opérateur TASS, etc.
La formation d'opérateur TASS est destinée à la plupart des militaires du rang. Cette formation vise à permettre la mise en œuvre et la maintenance des systèmes de vision et de détection thermique ainsi que de leurs composants. Une fois formé, l'opérateur est à même d'assurer la surveillance des bases, comme des installations de campagne. Ils utilisent des systèmes de micro-ondes, ou à détection thermique, voire aussi des systèmes de télésurveillance et/ou de vidéosurveillance. L'un des systèmes utilisés au sein de l' Air Force est le Wide-Area Infrared Surveillance Thermal Imager ou WISTI (Dispositif de surveillance thermique et infra-rouge à large champ). Le WISTII peut détecter une présence ennemie grâce à la chaleur dégagée par le corps humain
Une autre des spécialités des membres des FSAA est la spécialité 3P0X1B (code de spécialisation en usage au sein de l' US Air Force). Ces personnels sont chargés de l'enseignement du maniement des armes de petit calibre aux personnels présents sur les bases militaires, ainsi que de leur contrôle et leur entretien et maintenance courants.
Les maîtres-chiens (ou Military Working Dog - MWD) font aussi partie des unités des FSAA. Ils peuvent être employés pour la recherche d'explosifs ou de stupéfiants dans l'enceinte des bases aériennes. Les maîtres-chiens peuvent souvent être détachés pour des tâches de maintien de l'ordre ou pour des missions de courte durée telle que la protection du président des États-Unis.
Par ailleurs, un petit nombre des membres des FSAA peut être admis au sein d'autres cours de spécialité, comme la formation "assaut par air" de l'Armée de terre, ou la formation parachutiste, ou encore la formation de ranger.
Bien entendu, les membres des forces de sécurité peuvent aussi suivre des cours de spécialisation en conduite de véhicule ou en enquêtes et investigations délivrés par l' Air Force Office of Special Investigations. Ils peuvent aussi apprendre le maniement de différentes armes telles que le lance-grenade M203, les mitrailleuses M-40 ou M-249 SAW
La plupart des bases aériennes disposent d'"équipes de réaction rapide" (Emergency Services Team ou EST) qui sont sensiblement structurées la manières de équipes SWAT. Les bases aériennes abritant des têtes nucléaires disposent, quant à elles de "forces tactiques de réaction" (Tactical Response Force) qui remplacent les EST depuis 2002, tout en ayant un éventail de missions plus large afin d'assurer la protection des charges nucléaires.
Un groupe de combat classique est composé de trois équipes de feu de quatre membres dirigé par un officier ou un sergent.
Une force de réaction tactique comprend au début des années 2010 dix-sept membres :
- Superviseur du contrôle et commandement de l'équipe
- Huit membres de l'équipe d’assaut armés de carabines militaires M4, pistolets Beretta 92, fusils à pompe calibre 12;
- Quatre membres de l'équipe d'armes lourdes armés de mitrailleuse M240B et M249 light machine gun;
- Quatre membres de l'équipe de tireurs de précision armés de fusil M24;
  - Deux tireurs;
  - Deux observateurs.